# Callopsylla zhangi
Callopsylla zhangi är en loppart som beskrevs av Wu Hou-yong, Guo Tian-yu et Liu Quan 1996. Callopsylla zhangi ingår i släktet Callopsylla och familjen fågelloppor. Inga underarter finns listade i Catalogue of Life.